# Delias inexpectata
Delias inexpectata är en fjärilsart som beskrevs av Rothschild 1915. Delias inexpectata ingår i släktet Delias och familjen vitfjärilar. Inga underarter finns listade i Catalogue of Life.